# Илугдин, Дмитрий Григорьевич
Дмитрий Григорьевич Илугдин (12 ноября 1977, Москва) — пианист и композитор, лауреат молодежной премии «Триумф».
Выпускник Российской Академии музыки имени Гнесиных, класс народного артиста России, пианиста, профессора Игоря Бриля.
Дмитрий начал заниматься музыкой в 4-летнем возрасте. В период обучения в традиционной — академической музыкальной школе становление начинающего пианиста определили не только произведения Баха, Моцарта и Чайковского, но и творчество Оскара Питерсона, Дюка Эллингтона, Билла Эванса, Чарли Паркера.
Одним из своих первых учителей джазовой импровизации Дмитрий считает Бориса Гамера — израильского саксофониста, с которым он познакомился в 1992 году в Иерусалиме.
Дебют Дмитрия Илугдина состоялся в 1994 году, во время обучения в музыкальном училище имени Гнесиных. Юрий Саульский — один из педагогов по аранжировке и композиции — подсказал идею создания инструментального трио, в составе которого и состоялся первый концерт Дмитрия в ЦДРИ. Затем последовали многочисленные джазовые фестивали, выступления на концертных площадках Москвы, Санкт Петербурга, других городов.
С 1997 года, помимо исполнительской практики, Дмитрий начинает писать музыку для кино и телевидения. Он — автор музыки ко многим телевизионным программам и передачам, многосерийным телевизионным фильмам: «Императрица Екатерина Великая», «Альбом Евфросиньи», «Реприза»; художественным фильмам «Лифт» (2007), «Химик» (2010).

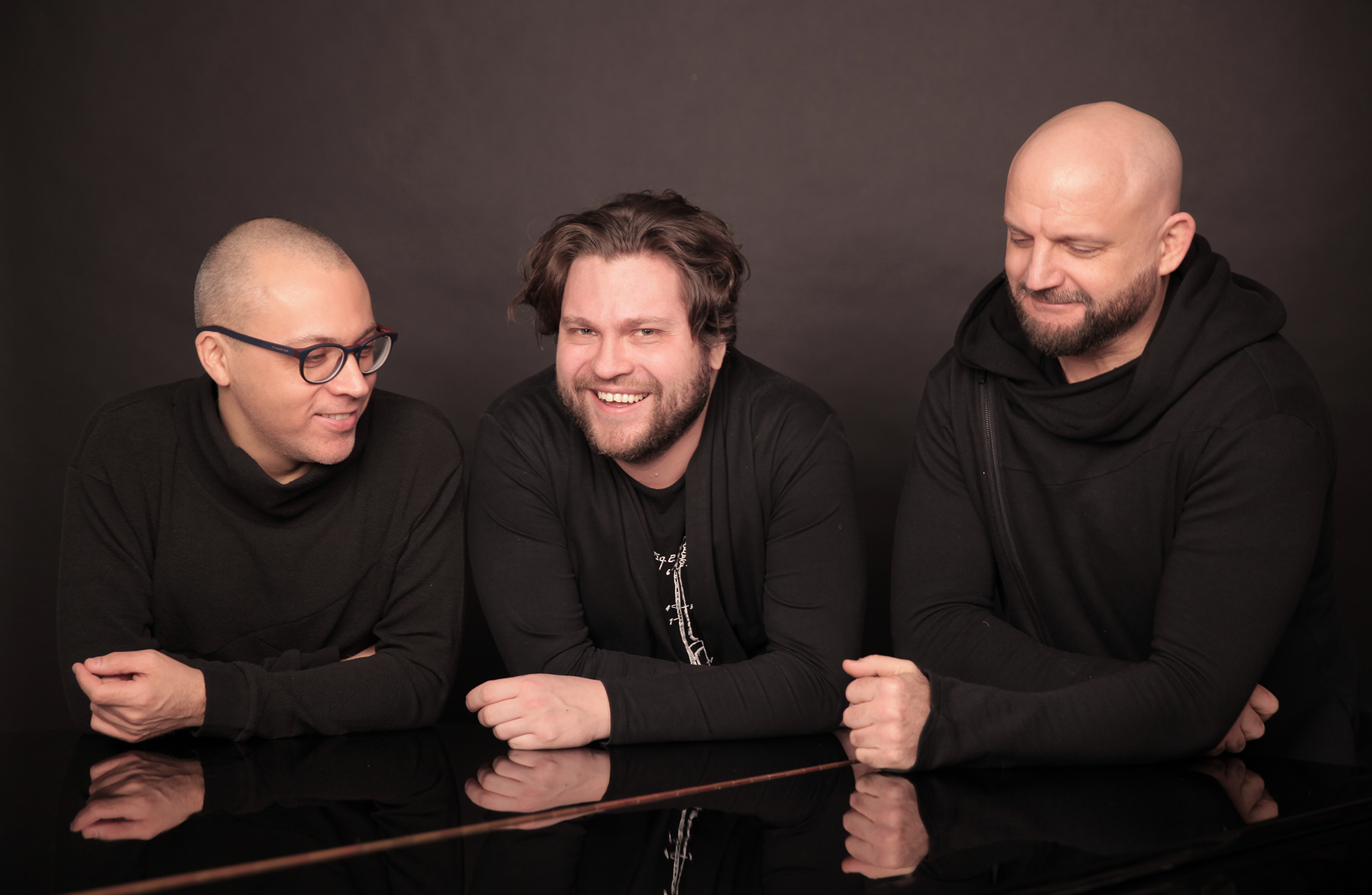
Ilugdin Trio

Стили, которым Дмитрий отдавал наибольшее предпочтение, — это современные формы джаза: фьюжн, джаз-рок, фанк, соул. Но благодаря своему педагогу в училище и академии Игорю Михайловичу Брилю, произведения традиционных направлений джаза никогда не исключались из репертуара молодого исполнителя.
В 1998 году, студента гнесинской Академии Дмитрия Илугдина рекомендуют Алексею Козлову, который в то время решает собрать новый состав ансамбля «Арсенал». Партнерство с легендарным саксофонистом продолжается более 10 лет. В составе «Арсенала», Дмитрий становится лауреатом российских и международных джазовых фестивалей, выступает на престижных мировых площадках. Принимает участие в записях альбомов ансамбля «Арсенал».
Дмитрий не оставляет своё сотрудничество с музыкантами академического направления. Он принимает участие в записях с Государственным Камерным Оркестром России под управлением Константина Орбеляна.
В 2008—2009 годах Дмитрий Илугдин вместе со своим коллегой по «Арсеналу» — бас-гитаристом и саунд-продюсером Евгением Шариковым — выпускает два альбома проекта «Vision Of Sound». В записи авторских композиций и аранжировок Дмитрия и Евгения приняли участие международно-известные исполнители: Gary Meek (саксофон), Brandon Fields (саксофон), Frank Gambale (гитара), Jeff Richman (гитара), вокалистами: Kim Nazarian, J.D. Walter. Диски записывались в различных студиях Европы и Америки при поддержке швейцарской компании «Tormax».
В конце 2009 года — проект «Vision Of Sound» становится самостоятельным ансамблем, куда присоединяются великолепные молодые музыканты — Петр Ившин, Николай Винцкевич, Анна Королева и много других ярких представителей современной инструментальной музыки.
В феврале 2010 года выходит второй альбом «Vision Of Sound».
Группа начинает вести активную концертную жизнь. Дмитрий является участником многих музыкальных проектов, таких как «India In Blue» Александра Вершинина, «Sky Music» — совместный проект с Олегом Киреевым, «Jump» — Анны Королевой.
Дмитрий сотрудничает со многими музыкантами различных стилей и направлений, среди которых — Вячеслав Горский, Сергей Манукян, Леонид Винцкевич и Николай Винцкевич, Феликс Лахути, Алексей Козлов, Басиния Шульман, Мариам Мерабова, Вадим Эйленкриг, Алина Ростоцкая и многие другие ведущие музыканты Москвы.
Начиная с 2011 года, стилистические предпочтения Дмитрия, как музыканта, сильно меняются и перемещаются к более камерной, акустической, фортепианной эстетике. В апреле 2011-го Илугдин впервые вынес на суд публики свой новый авторский материал в едином стиле и объемом с концерт. Проект получил имя «Никитский бульвар», по названию одной из композиций, а его концертный вариант получил массу положительных отзывов от экспертов и просто любителей такой музыки — в итоге, весной 2012 года одноименный альбом вышел на рекорд-лейбле «ArtBeat music». По мнению многих музыкальных экспертов, по стилистической направленности проект «Никитский бульвар» можно смело отнести к современной европейской джазовой музыке. Его концертный вариант состоял из авторских композиций Илугдина, а участники трио — давние коллеги и друзья — бас-гитарист Алексей Заволокин и барабанщик Петр Ившин. С этого момента, Дмитрий Илугдин Трио — это самостоятельный концертирующий состав.
Несколько композиций Дмитрия вошли в нотный сборник Юрия Чугунова «Мелодии джазовой Москвы». Как композитор, Дмитрий продолжает работать для телевидения и кино.
С 2011 по 2018 год — Дмитрий был артистическим директором московского джаз-клуба «Союз Композиторов»
В 2015 году Дмитрий начинает сотрудничество и концертную работу в музыкальном коллективе Варвары Визбор.
В составе Ilugdin Trio, с 2015 года на контрабасе играет Виктор Шестак.
Дмитрий Илугдин становится постоянным резидентом Клуба Алексея Козлова в Москве, где имеет регулярные концерты.
В 2017 году Дмитрий записывает и выпускает альбом своего Трио — «Отражение». Альбом получает высочайшие оценки в профессиональной джазовой среде и среди слушателей. Коллектив регулярно выступает в лучших джазовых клубах Москвы.
В 2017—2018 гг. Дмитрий также активно концертирует со своим Трио, которое становится его основным музыкальным проектом. Ансамбль становится участников таких крупнейших российских фестивалей, как Усадьба Джаз, Джазовая Провинция, Джаз в Кремле (Казань), JazzMay (Пенза)
Альбом Дмитрий Илугдин Трио «Отражение» в январе 2018 года попадает в Europe Jazz Media Chart.
В апреле 2018 года Трио выступает на сцене Александровского Сада в Санкт-Петербурге в рамках празднования Международного Дня Джаза 2018.
В 2018 году Дмитрий начинает активно сотрудничать с певицей, сонграйтером, журналистом Татьяной Балакирской. Совместно с Ilugdin Trio выходит альбом Татьяны «Живы благодарить». А также несколько синглов певицы.
В мае 2018 года Дмитрий официально представляет Россию в качестве featured artist на международной выставке Jazz Ahead в Бремене.
В 2018 году Ilugdin Trio выпускают сингл «Август», совместную работу с известным саунд-продюсером Львом Трофимовым.
В 2019 году норвежский лейбл Losen Records выпускает свой релиз альбома «Reflection» Ilugdin Trio.
В 2019 году Ilugdin Trio выступают на всемирно известных джазовых фестивалях — Amersfoort Jazz Festival (Нидерланды), Ubud Village Jazz Festival (Индонезия), Belgrade Jazz Festival (Сербия).
С 2020 года Дмитрий начинает активное сотрудничество с известным трубачом, телеведущим Вадимом Эйленкригом.
В 2020 году Дмитрий начинает регулярные выступления с Аркадием Шилклопером.
В 2021 году Ilugdin Trio выпускает третий альбом под названием «My Story», ставший первым в каталоге нового лейбла звукозаписи Jazzist.
В 2021 и в 2022 году Ilugdin Trio активно гастролирует в сольных концертных турах по городам России: Ростов-на-Дону, Краснодар, Ставрополь, Пятигорск, Ессентуки, Сочи, Самара, Уфа, Челябинск, Екатеринбург, Омск, Новосибирск, Новокузнецк.
В июне 2022 года Ilugdin Trio — участник Moscow Jazz Festival. Коллектив выступает в качестве хедлайнера на площадке Новопушкинского сквера в Москве.
Отец Дмитрия Григорий Илугдин — российский кинорежиссёр-документалист, действительный член Евразийской Академии Телевидения и Радио (ЕАТР), член Союза кинематографистов России и Гильдии кинорежиссёров России, генеральный продюсер кинокомпании MIRIAM MEDIA.

## Дискография
- 2003 Instrumental Collection 3 JRC
- 2003 Alexey Kozlov & «ARSENAL» Live at «FORTE» Club
- 2004 Арсенал «Седьмое Воплощение»
- 2005 Алексей Козлов и «Арсенал» 30 лет. Опаленные временем. DVD
- 2006 Феликс Лахути Funky Land
- 2007 Federico Mondelci & Moscow Chamber Orchestra «Favorite Italian Movie Music» Delos
- 2008 Вячеслав Горский & Игорь Горский «Шкатулка Сюрпризов»
- 2008 Анна Королева «Live at Forte»
- 2008 Tormax Project Vision of Sound. Vol. 1
- 2009 Tormax Project Vision of Sound. Vol. 2
- 2010 Vision of Sound «Musical Skies»
- 2012 Дмитрий Илугдин Трио «Никитский Бульвар»
- 2012 Алексей Козлов и Дмитрий Илугдин «Переосмысленная Классика»
- 2013 Анна Королева «Воздух Времени»
- 2016 Варвара Визбор «Варежка»
- 2017 Варвара Визбор «Многоголосье»
- 2017 Дмитрий Илугдин Трио «Reflection»
- 2019 Таня Балакирская & Ilugdin Trio «Живы благодарить»
- 2021 Ilugdin Trio «My Story» (Jazzist)
- 2022 Ilugdin Trio «Live Sketches» (Jazzist)